# حسن لاهوتی اشکوری
حسن لاهوتی اشکوری (۱۳۰۶ در رودسر، شاهنشاهی پهلوی ایران – ۷ آبان ۱۳۶۰ در زندان اوین ، تهران ، ایران) از مخالفان و زندانیان سیاسی برجسته در دوران حکومت پهلوی بود. او پس از انقلاب ۱۳۵۷ از رشت به مجلس اول راه یافت. قبل از نمایندگی مجلس، او مدتی فرماندهی کمیته‌های انقلاب اسلامی و برای مدتی کوتاه‌تر سرپرستی سپاه پاسداران انقلاب اسلامی را بر عهده داشت. او همچنین نخستین امام جمعه رشت بود.

## پیش از انقلاب
وی از روحانیان هوادار روح‌الله خمینی بود و از سوی وی برای تبلیغات مذهبی به گرمسار اعزام شده و سال‌ها به فعالیت مذهبی - سیاسی در آن شهر پرداخت.
وی در دهه پنجاه توسط اسدالله تجریشی با یکی از اعضای سازمان سازمان مجاهدین خلق به نام حسن ابراری مرتبط شد و به دلیل رابطه و حمایت مالی و سیاسی از سازمان مجاهدین خلق چند بار بازداشت، بازجویی، شکنجه و زندانی شد که آخرین مورد آن از سال ۱۳۵۳ تا ۱۳۵۷ به طول انجامید. وی از جمله روحانیانی بود که بیانیه نجس بودن مجاهدین را پس از اعلام تغییر ایدئولوژی سازمان، امضا کرده بود.
با اوج گرفتن انقلاب ۱۳۵۷، وی نیز در کنار برخی دیگر از زندانیان سیاسی آزاد شد و به پاریس رفته و همراه خمینی به ایران بازگشت. عکس وی در تصویر معروف پایین آمدن خمینی از هواپیما در کنار وی دیده می‌شود.

## پس از انقلاب
لاهوتی در شهریور ۱۳۵۸ با حکم خمینی مأمور به شرکت در جلسات شورای عالی سپاه شد. بسیاری از روحانیان بلندپایه، نگران ارتباط وی با سازمان مجاهدین خلق بوده و او را فردی احساساتی می‌نامیدند. وی پس از انقلاب، حمایت خود را از سازمان مجاهدین، نهضت آزادی و بنی صدر حفظ کرد، و اختلاف روزافزونی با حزب جمهوری اسلامی و رهبران روحانی آن نظیر سید محمد بهشتی و سید علی خامنه‌ای پیدا کرد. در نخستین انتخابات ریاست‌جمهوری ایران که حزب جمهوری اسلامی از حسن حبیبی حمایت کرد، لاهوتی از حامیان بنی‌صدر بود و این حمایت را ادامه داد و در روز رای‌گیری برای رای عدم اعتماد به بنی‌صدر در مجلس شورای اسلامی حاضر نشد. رابطه حسن لاهوتی روز به‌روز با عموم روحانیان و حزب جمهوری اسلامی وخیم‌تر شد تا جایی که سخنرانی‌های وی برهم زده شده و تبلیغات گسترده‌ای علیه وی صورت گرفت.
سید مهدی امام‌جمارانی در کتاب خاطراتش در مورد دیدار سید احمد خمینی و ابوالحسن بنی‌صدر که در منزل حسن لاهوتی اتفاق افتاد می‌نویسد:
بنی‌صدر خطاب به احمد خمینی گفت: «احمدآقا شما از نظرسنجی اخیری که انجام شده خبر دارید؟ در نتیجهٔ آن من ۴۹ درصد شدم و امام ۵۱ درصد». این سخن بنی‌صدر با واکنش منفی احمد خمینی روبه‌رو می‌شود طوری که به گفتهٔ امام‌جمارانی: «احمدآقا همان‌طور که دستش را گذاشته بود روی شانهٔ بنی‌صدر، گفت آقای بنی‌صدر تا این دست من پشتت هست، شما هستی، دستم را بردارم، رفتی.»
 امام‌جمارانی روایت می‌کند که در ادامهٔ این دیدار، لاهوتی در جمله‌ای خطاب به احمد خمینی می‌گوید: «دهن آن کس بشکند که دست امام را ببوسد»

## مرگ مشکوک
در آبان ۱۳۶۰ و در اوج سرکوب مخالفان نظام جمهوری اسلامی، وحید لاهوتی پسر حسن لاهوتی، به حکم اسدالله لاجوردی دستگیر شد. وی چند بار در تماس با لاجوردی نسبت به نوع برخورد با اعضای سازمان به وی اعتراض کرده و علت آن را پیشگیری از قرار گرفتن سازمان در برابر نظام می‌دانست.
چند روز بعد حسن لاهوتی نیز به دستور لاجوردی بازداشت و به زندان اوین منتقل شد. سعید بشیرتاش و ابراهیم نبوی علت دستگیری لاهوتی را خروج از مجلس به همراه مهدی بازرگان و اعضای نهضت آزادی در جریان رأی مجلس به عدم صلاحیت بنی‌صدر آورده‌اند. چند روز بعد، خبر مرگ وی بر اثر سکته اعلام شد، خانوادهٔ لاهوتی در مصاحبه با هفته‌نامهٔ شهروند امروز (شماره ۷۰) اعلام کردند که بنا به گزارش پزشکی قانونی در معده وی اثر سم استریکنین وجود داشت و وی به مرگ طبیعی نمرده بود.
بعد از صدور حکم بازداشت حسن لاهوتی به سمت خانه او رفتند. بعد از تلاش برای ورود به خانه و امتناع حسن لاهوتی از باز کردن در با تماس مجوز شکستن در خانه صادر شد و بعد از چندین ضربه در خانه را باز کردند. 
سرانجام، حسن لاهوتی اشکوری با سم استریکنین در زندان اوین کشته شد؛ همان‌طور که پسر او، وحید لاهوتی نیز بر اثر ضربه به سر در زندان کشته شد. عروس حسن لاهوتی یعنی فائزه هاشمی هم بعدها گفت: «هم حسن لاهوتی و هم فرزند او، وحید را کشتند.» فاطمه هاشمی، دختر دیگر اکبر هاشمی رفسنجانی و عروس دیگر لاهوتی اعلام کرد که هاشمی رفسنجانی به دختران و دامادهای خود یعنی سعید و حمید لاهوتی توصیه کرده بود که برای حفظ مصالح حکومت جمهوری اسلامی، دربارهٔ شیوه مرگ لاهوتی سکوت کنند. 

## خانواده
در روزهای آغاز انقلاب، سعید لاهوتی با فاطمه هاشمی رفسنجانی و حمید لاهوتی با فائزه هاشمی رفسنجانی ازدواج کردند. فاطمه هاشمی علت ازدواج را رابطه صمیمی میان علی اکبر هاشمی رفسنجانی و لاهوتی در سال‌های زندان و همچنین ارتباط دو خانواده در آن دوران می‌داند.